# Río Siun
El río Siun (en ruso: Сюнь, en baskir: Сөн) es un río de la república de Baskortostán y de la de Tartaristán, en Rusia, afluente por la izquierda del río Belaya, que desemboca en el río Kama y que por tanto pertenece a la cuenca hidrográfica del Volga. Tiene una longitud de 209 km, con una cuenca de 4500 km². Nace en los montes de Bugulma y Belebéi. Tiene un régimen principalmente nial. Las crecidas se dan a finales de abril o principios de mayo. Su caudal medio es de 14.8 m³/s.